# Yvon Robert (catch)
Pour les articles homonymes, voir Yvon Robert.
Yvon Robert (8 octobre 1914 – 12 juillet 1971) était un lutteur professionnel canadien-français qui était surtout connu des fans sous le nom d' Yvon « Le Lion » Robert .

## Carrière de lutte professionnelle
Yvon Robert a commencé la lutte en 1932, à l'âge de 17 ans. Il a fait ses débuts à Boston avec l'American Wrestling Association du promoteur Paul Bowser . Il a été formé par Emil Maupas. Il a été présenté comme le « Lion canadien-français ». Il fait ses débuts en lutte professionnelle le 4 avril 1932. Il a attiré sa première grande foule dès 1933 à l'aréna Mont-Royal de Montréal devant plus de 8 000 spectateurs pour le promoteur Lucien Riopel. Au début de sa carrière, Robert rivalisait avec des lutteurs tels que Rasputin, Joe Cox et Ernie Dusek.

### National Wrestling Association (1935–1936)
En 1935, il fait ses débuts à la National Wrestling Association (NWA) sous le nom d'Yvon "The Lion" Robert. C'était un territoire de la National Boxing Association qui sanctionnait la lutte professionnelle. Il s'est fait remarquer après avoir attaqué le champion du monde Danno O'Mahony lors d'un match. Il quitte la promotion en 1936.

### Montréal (1936–1944)
En avril 1936, il commence à lutter à Montréal, Québec. Pendant son séjour à Montréal, il a remporté le Championnat international des poids lourds de Montréal à 16 reprises entre 1936 et 1956. En 1943, il remporte le championnat poids lourd de l'Empire britannique de Montréal.

### American Wrestling Association (1936–1940)
Robert retourna à l'American Wrestling Association (la promotion basée à Boston, et non la promotion ultérieure du Midwest appartenant à Verne Gagné ) en juillet 1936. Deux semaines seulement après son retour, Robert a battu O'Mahony pour remporter le championnat du monde AWA des poids lourds à Montréal, remportant ainsi son premier titre mondial. Il était aussi le premier Canadien français a remporter un titre de lutte professionnelle. Il a été reconnu comme champion du monde en Nouvelle-Angleterre et par la Commission sportive de Montréal. Robert fut démis de ses fonctions en décembre 1937 pour ne pas avoir défendu son titre contre Lou Thesz. En 1940, il quitte l'AWA une seconde fois.

### National Wrestling Association (1940–1943)
En 1940, il entame son deuxième mandat au sein de la NWA. C'est là qu'il remporte la plus grande victoire de sa carrière, le 7 octobre 1942. Ce jour-là, il a battu "Wild" Bill Longson pour remporter le championnat du monde poids lourd NWA à Montréal, Québec. Le 27 novembre, il perd le titre contre Bobby Managoff à Houston, Texas . En 1943, il quitte la NWA.

### Retour à Montréal (1944-1959)
Robert est revenu à Montréal en 1944 et est devenu un lutteur à succès pendant cette période. En 1948, il a affronté Gorgeous George pour un match nul devant un record de Montréal de 21 000 $ et a battu ce record en un an. En 1953, il forme une équipe à succès avec Whipper Billy Watson et remporte le championnat canadien par équipe. Le 12 novembre, Watson et Robert ont battu Al Mills et Tiny Mills lors d'un événement de lutte organisé à Toronto avec le champion de boxe Joe Louis comme arbitre invité spécial. Le 5 janvier 1958, il fait équipe avec Billy Wicks pour vaincre Corsica Joe et Corsica Jean à Memphis, Tennessee, pour le Mid-America Tag Team Championship, qui sera le titre final de Robert. En 1958, il met un terme à la compétition, victime d'une première crise cardiaque.

### Après-carrière (1959-1971)
Après avoir pris sa retraite en 1957, Robert devient le gérant de celui qu’il avait choisi pour être son successeur, Johnny Rougeau. Puis, en 1963 et 1964, alors que le promoteur de Montréal Eddie Quinn était retourné aux États-Unis, Robert devient promoteur, une expérience brève et infructueuse. Son protégé Rougeau lance une nouvelle promotion de lutte au Québec et se sert de Robert comme arbitre à l'occasion. Pour appuyer son fils Yvon Jr. qui voulait se lancer dans la lutte, il recrute les lutteurs Maurice Vachon, Paul The Butcher Vachon et Édouard Carpentier et d'autres associés pour fonder la Lutte Grand Prix en 1971.

## Vie personnelle

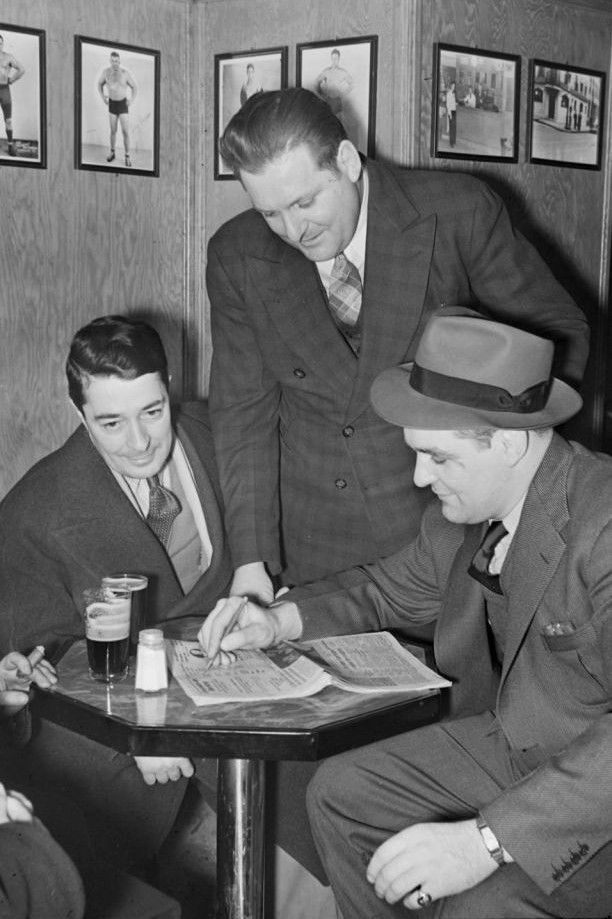
Robert et deux clients de sa taverne à Montréal en 1940

Robert rencontre sa future épouse Leona Brunelle en novembre 1934, alors qu'il est amené à l’hôpital d’Holyoke dans le Massachusetts pour subir une délicate opération à la colonne vertébrale alors qu'elle y travaille comme infirmière. Ils se sont mariés le 24 juin 1939 et ont eu deux filles, Leona et Suzanne, et un fils, Yvon Jr., qui est devenu lutteur professionnel et promoteur.
Dans les années 1950, Yvon possèdait plusieurs restaurants, des tavernes ainsi qu'un club populaire où se produisent des vedettes de cabaret.
Le 12 juillet 1971, Robert décède à son domicile de Laval, Québec des suites d'une huitième crise cardiaque. Il a été inhumé au cimetière Notre-Dame des Neiges à Montréal.

## Championnats et réalisations
- American Wrestling Association (Boston)
  - Championnat du monde poids lourd AWA (1 fois)
- Fédération Française de Catch Professionnel
  - Championnat du Monde Poids Lourds (version française) (1 fois) [8]
- Association internationale de lutte (Montréal)
  - Championnat international poids lourd IWA (version Montréal) (16 fois)
  - Championnat du monde par équipe IWA (2 fois) - avec Herb Trawick et Pat O'Connor
- Maple Leaf Wrestling
  - NWA British Empire Heavyweight Championship (version Toronto) (3 fois)
  - NWA Canadian Open Tag Team Championship ( 1 fois ) - avec Whipper Billy Watson [9]
- NWA Mid-Amérique
  - Championnat du monde par équipe de la NWA (version Mid-America)
- National Wrestling Association
  - Championnat du monde poids lourd NWA ( 1 fois )
- Panthéon des sports du Québec
  - Promotion 1992[1]
- Temple de la renommée et musée de la lutte professionnelle
  - Promotion 2017 [10]
- Récompenses du Wrestling Observer Newsletter
  - Temple de la renommée du Wrestling Observer Newsletter ( promotion 1996 )

## Incarnations
- Patrick Labbé, Ma vie en cinémascope, 2004.